# Littoridinops tenuipes
Littoridinops tenuipes, tên tiếng Anh: henscomb hydrobe, là một loài ốc nước ngọt rất nhỏ, động vật thân mềm chân bụng có mài trong họ Hydrobiidae.

## Miêu tả
Chiều dài tối đa của vỏ ốc được ghi nhận là 6 mm.

## Môi trường sống
Độ sâu tối thiểu được ghi nhận là 0 m. Độ sâu tối đa được ghi nhận là 0 m.